# PMA (データ圧縮形式)
PMA（ピーエムエー）とはデータ圧縮の形式。LHAのファイルと同じファイル形式を取る。そのため、LHA.EXEにより圧縮されているファイルを見ることが出来る。（もちろん、解凍はできない。）LHAと同等の圧縮率があるためMSXでは広く使われていた。拡張子は「.pma」である。
MS-DOS用の解凍ソフトとしてはPMA、Windows、Unix用の解凍ソフトとしてはlha-pma-2が挙げられる。